# Moses H. Sherman

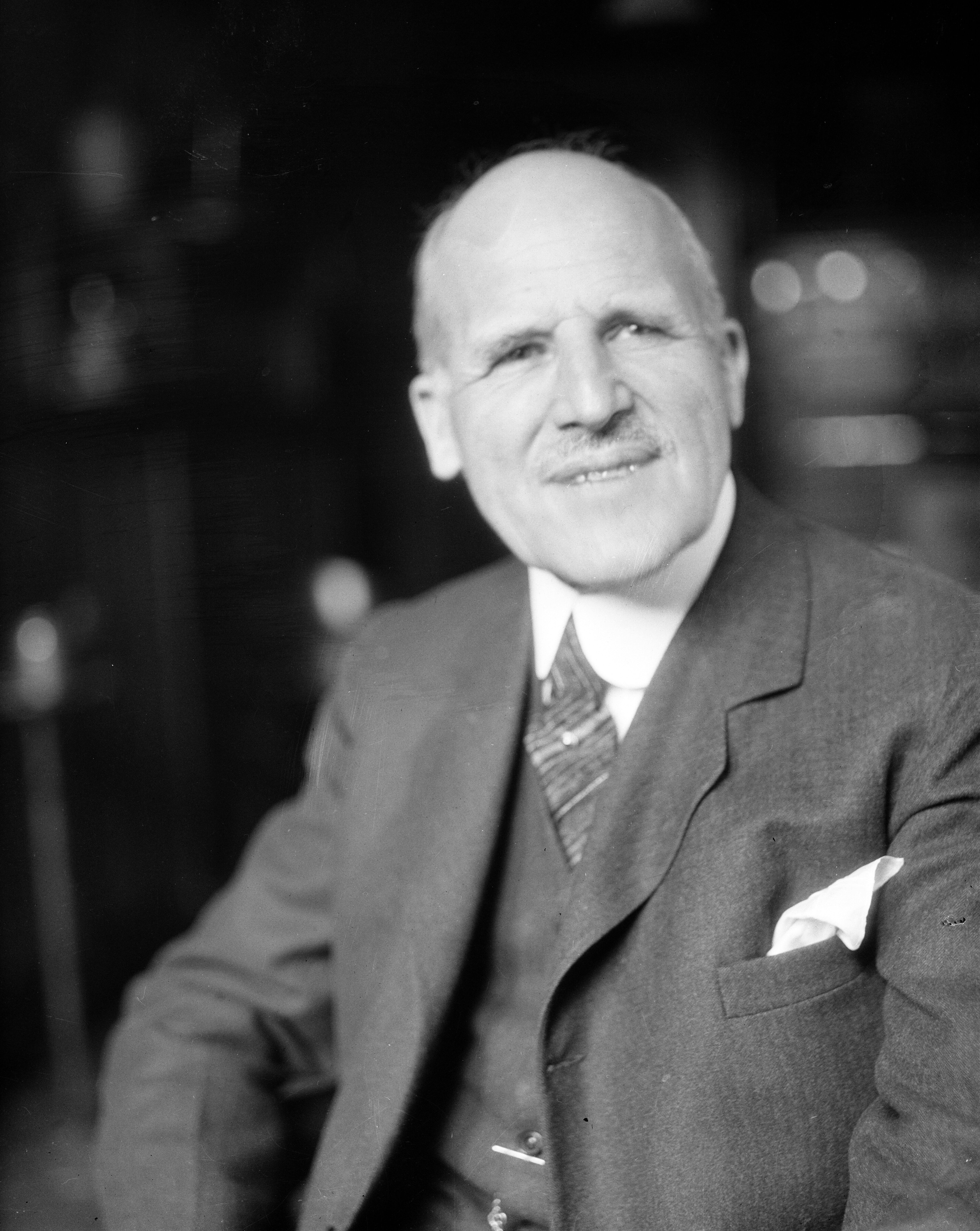
Moses H. Sherman (um 1929)

Moses Hazeltine Sherman (* 3. Dezember 1853 in Rupert, Vermont; † 9. September 1932 im Orange County, Kalifornien) war ein US-amerikanischer Lehrer, Schulleiter, Bankier, Geschäftsmann, Großgrundbesitzer und Politiker (Republikanische Partei).

## Werdegang
Die Jugendjahre von Moses Hazeltine Sherman waren vom Bürgerkrieg überschattet. Als Teenager zog er nach Oswego (New York), wo er Pädagogik an der New York State Normal School studierte. Danach übernahm er im Alter von 18 Jahren die Verantwortung für die Hamilton Academy in Hamilton (New York). Im Alter von 19 Jahren zog er in das Arizona-Territorium, um an einer Schule in Prescott (Yavapai County) zu unterrichten. Der damalige Gouverneur vom Arizona-Territorium Anson Safford kam für seine Anreise in das Arizona-Territorium und die anfallenden Kosten auf. Sherman begann 1874 im Alter von 20 Jahren in Prescott zu unterrichten.
Nachdem er seine Aufgaben als Principal Teacher (PT) übernahm, lancierte er eine Baukampagne. 1876 wurde die erste zweigeschossige, komplett unterteilte Grundschule im Territorium für 17.000 Dollar errichtet. Aufgrund der Mehraufwände bewilligte die Legislative ihre erste Anleihe. Während er als Principal an der Schule in Prescott tätig war, wurde er 1875 Mitglied im County Board of Examiners.
Der Gouverneur vom Arizona-Territorium John C. Frémont ernannte ihn im Februar 1879 zum Superintendent of Public Instruction vom Arizona-Territorium – ein Posten, welchen er bis zu seinem Rücktritt im Herbst 1882 innehatte. Nach seiner Ernennung setzte Sherman aber seine Tätigkeit als Principal an der Schule in Prescott fort und wandte nur seine freie Zeit für die territorialen Schultätigkeiten auf. Zu jener Zeit war der Posten des Superintendent of Public Instruction nicht mehr als ein Sinekure. Sherman erhielt 500 Dollar Jahresgehalt für seine Tätigkeit als Principal in Prescott.
Während seiner Amtszeit als Superintendent of Public Instruction wurde er 1883 zum Generaladjutant vom Territorium unter dem Gouverneur vom Arizona-Territorium Frederick Augustus Tritle ernannt. Sherman führte seine Tätigkeit als Generaladjutant vom Territorium fort, nach dem er Prescott verließ. Nach dem Ende seiner Amtszeit als Superintendent of Public Instruction zog er nach Phoenix (Maricopa County), um Präsident der neu gegründeten Valley Bank zu werden – ein Finanzinstitut, bei dem er half es zu gründen. Sherman war Eigentümer der Phoenix Street Railroad. 1890 zog er nach Los Angeles (Kalifornien), wo er die Los Angeles Consolidated Electric Railway gründete, später als Los Angeles Railway bekannt. Sherman war einer der frühen Siedler in Hollywood. Er wurde Präsident der Los Angeles Steamship Company und Direktor der Southern Pacific Company. Außerdem besaß er umfangreiche Immobilien in ganz Kalifornien und Arizona, z. B. in Sherman Oaks.
Nach seinem Tod im Jahr 1932 wurde er auf dem Forest Lawn Memorial Park in Glendale (Los Angeles County) beigesetzt.